# Marcus Antistius Labeo
Marcus Antistius Labeo, rimski pravnik, * ?, † 10.